# Austria en los Juegos Paralímpicos de Barcelona 1992
Austria estuvo representada en los Juegos Paralímpicos de Barcelona 1992 por un total de 36 deportistas, 31 hombres y cinco mujeres.

## Medallistas
El equipo paralímpico austríaco obtuvo las siguientes medallas:
| Nombre                                                           | Deporte          | Evento                         |
| ---------------------------------------------------------------- | ---------------- | ------------------------------ |
| Oro                                                              |                  |                                |
| Harald Roth                                                      | Atletismo        | Jabalina THS4 masculino        |
| Manfred Hartl                                                    | Atletismo        | Pentatlón PS4 masculino        |
| Norbert Zettler                                                  | Ciclismo en ruta | Ruta LC3 masculino             |
| Rudolf Hajek                                                     | Tenis de mesa    | Individual 2 masculino         |
| Rudolf Hajek Gerhard Scharf                                      | Tenis de mesa    | Equipo 2 masculino             |
| Plata                                                            |                  |                                |
| Anton Scheiber                                                   | Atletismo        | Disco C7 masculino             |
| Harald Roth                                                      | Atletismo        | Disco THS4 masculino           |
| Christoph Etzlstorfer                                            | Atletismo        | Maratón TW2 masculino          |
| Wolfgang Eibeck                                                  | Ciclismo en ruta | Ruta LC1 masculino             |
| Bronce                                                           |                  |                                |
| Andreas Siegl                                                    | Atletismo        | Salto de altura J1 masculino   |
| Andreas Siegl                                                    | Atletismo        | Salto de longitud J1 masculino |
| Christoph Etzlstorfer                                            | Atletismo        | 5000 m TW2 masculino           |
| Karl Mayr                                                        | Atletismo        | Peso B2 masculino              |
| Anton Scheiber                                                   | Atletismo        | Peso C7 masculino              |
| Manfred Hartl Gunther Hirnbock Andreas Kramer Harald Roth        | Atletismo        | 4 × 100 m TS2,4 masculino      |
| Gabriele Kirchmair                                               | Tenis de mesa    | Individual 4 femenino          |
| Susanne Witschnig                                                | Tenis de mesa    | Individual 4 femenino          |
| Gabriele Kirchmair Susanne Witschnig                             | Tenis de mesa    | Equipo 5 femenino              |
| Thomas Goeller                                                   | Tenis de mesa    | Individual 10 masculino        |
| Franz Mandl                                                      | Tenis de mesa    | Clase abierta 1-5 masculino    |
| Manfred Dollmann Leo Hochrathner Franz Mandl Salvatore Smarrazzo | Tenis de mesa    | Equipo 5 masculino             |
| Hubert Aufschnaiter                                              | Tiro             | Pistola deportiva SH1-3 mixto  |